# Îles Ouchkani
Les îles Ouchkani (en russe : Ушканьи острова, Ouchkani ostrova, en bouriate : Ушкан аралнууд, Uchkan aralnuud, « îles des Lapins ») sont un archipel d'îles russes du lac Baïkal dans le raïon de Bargouzine en Bouriatie. Elles sont au nombre de quatre, et elles font partie du parc national Transbaïkal.

## Géographie
Les îles Ouchkani sont des îles du lac Baïkal dans le raïon de Bargouzine en Bouriatie, un sujet sibérien de la Russie. Elles se trouvent au large de la presque'île Sviatoï Nos, dans le bassin central du lac. L'archipel est constituée de quatre îles, dont Bolchoï Ouchkani, la plus grande. Elles sont les sommets de la chaîne académique, la principale crête sous-marine du lac Baïkal. Le climat, continental, est doux, avec une température moyenne de −22 °C en hiver ainsi que de +15 °C en été.
L'archipel comprend 4 îles:
|   | Île              | Nom russe       | superficie (km²) | longueur (km) | largeur (km) | alt max. au-dessus du lac (m) | alt. max. au-dessus du niveau de la mer) |
| - | ---------------- | --------------- | ---------------- | ------------- | ------------ | ----------------------------- | ---------------------------------------- |
| 1 | Bolchoï Ouchkani | Большой Ушканий | 9.4              | 4.2           | 2.5          | 215                           | 67                                       |
| 2 | Tonki            | Тонкий          | ~0,2             | 1.2           | 0,05—0,4     | 17                            | 474                                      |
| 3 | Dolgui           | Долгий          | ~0,1             | 0,5           | —            | —                             | —                                        |
| 4 | Krougly          | Круглый         | >0,1             | 0,42          | 0,28         | —                             | —                                        |

## Toponymie

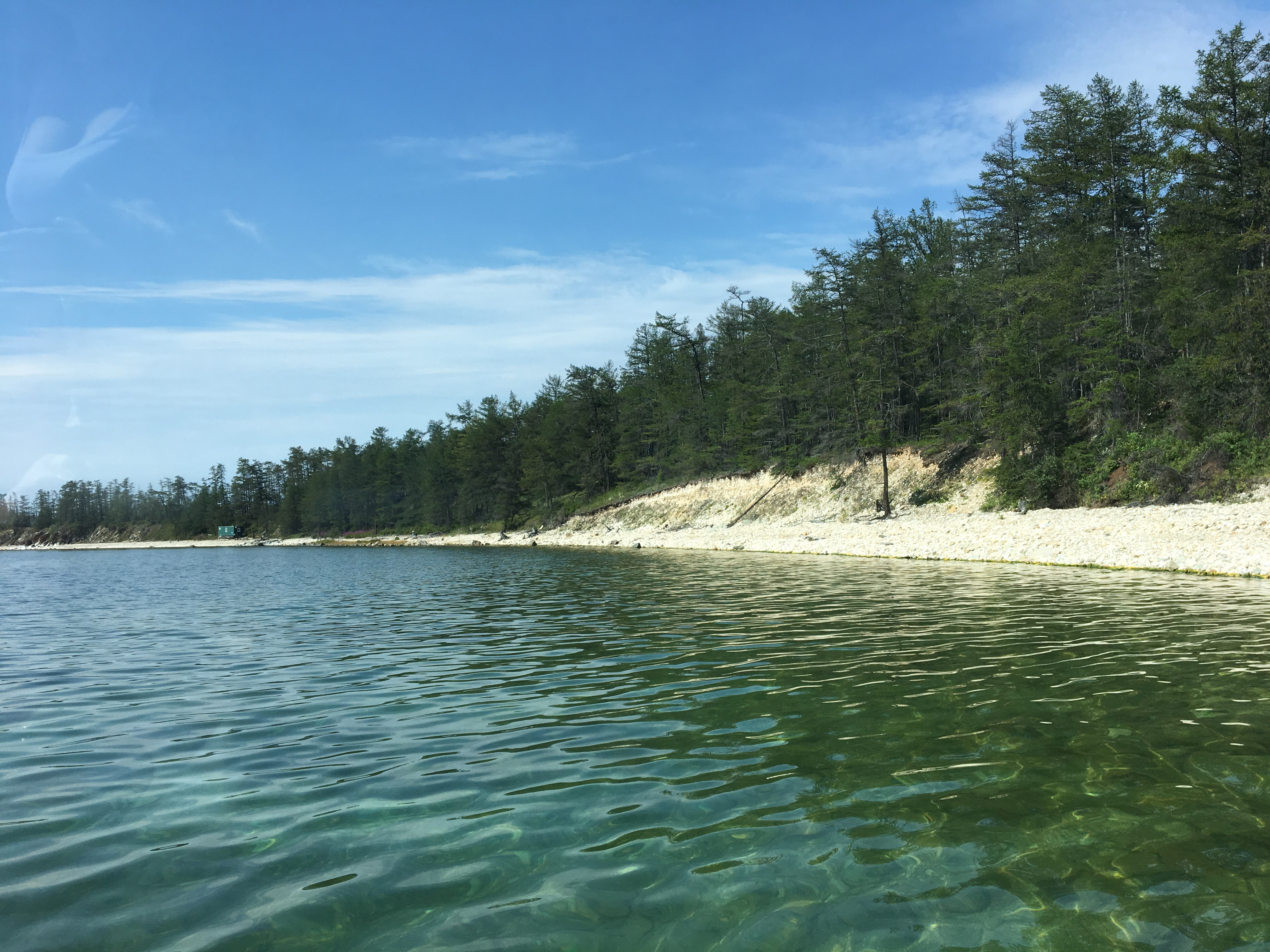
Littoral de l'une des îles avec la taïga au bord du rivage.

Les îles sont nommées « ouchkan », ce qui signifie pour les Bouriates les lièvres. Mais le nom n'est pas tiré directement de ce mot. En effet, l'île fut nommée à l'origine par Zaïatcha par les colons, soit la terre des lièvres de mer (phoques de Sibérie), avant que le mot sibérien ne le remplace progressivement.

## Histoire
L'archipel est né par l'élévation du sol de manière très lente, à raison d'environ 2 m tous les mille ans. Bolchoï Ouchkani est la plus ancienne, étant apparue il y a plusieurs millions d'années, tandis que les trois autres sont apparues il y a plusieurs centaines de milliers d'années.
Des traces de peuplement d'il y a environ 5 000 AP ont été découverts dans trois grottes calcaires de Bolchoï Ouchkani en 1927. Cependant, aucune autre trace de peuplement ancien n'a été découvert depuis. Ce n'est qu'en 1900 qu'un phare et une maison de gardien sont construits au sommet de Bolchoï Ouchkani. Des gisements de marbre blanc et coloré furent découverts en 1995 sur la rive nord de Bolchoï Ouchkany, mais aucune exploitation n'a été  entreprise.

## Faune et flore

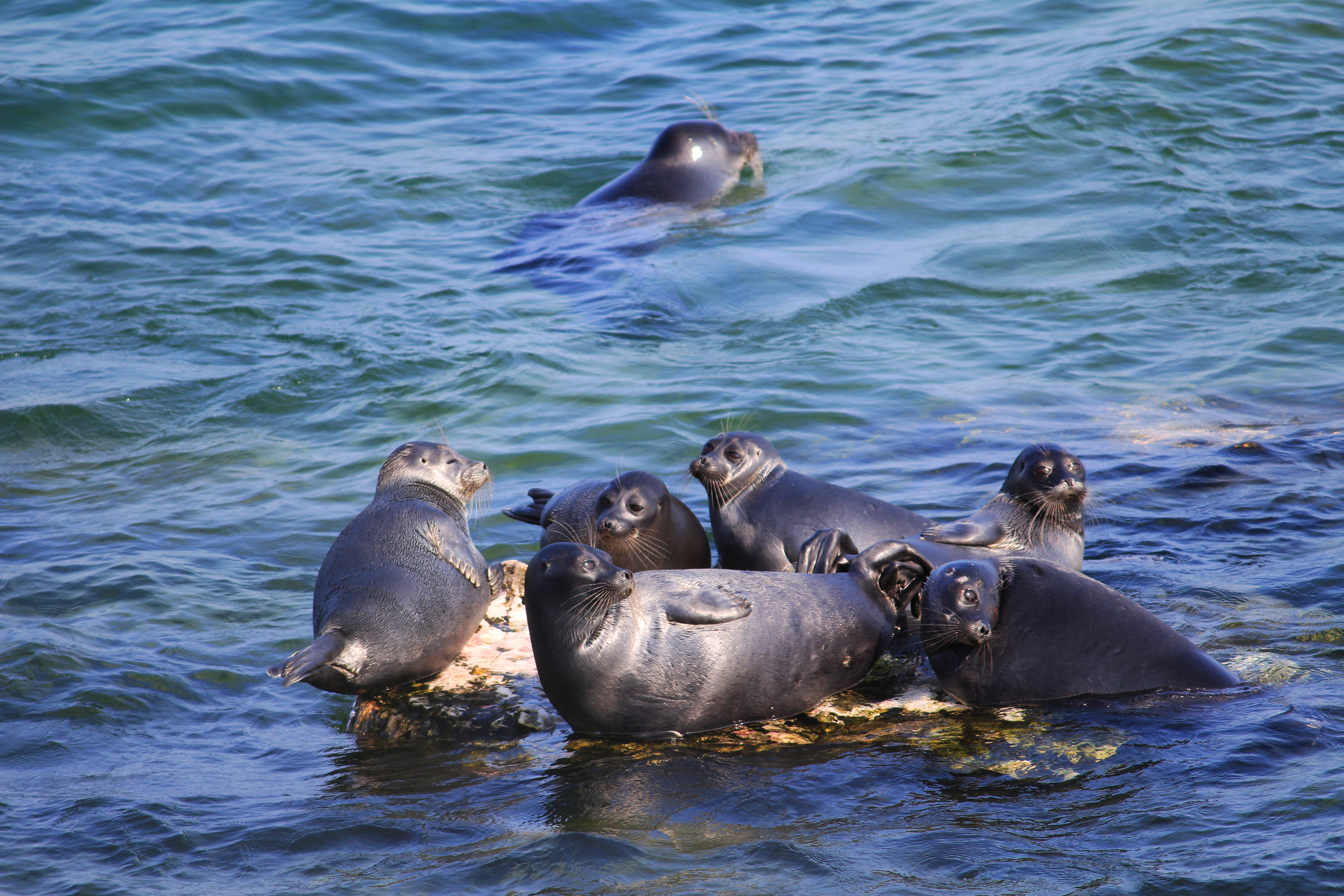
Phoques du Baïkal au bord des îles.

Grâce à leur isolement du continent, les îles ont une forte densité de fourmilières, les fourmis n'ayant ici presque pas d'ennemis naturels. Ainsi, plusieurs milliers de fourmilières se trouvent sur la petite superficie de l'archipel, avec des fourmilières jusqu'à deux mètres de haut. Sinon, la principale richesse de la faune sont les colonies de phoques du Baïkal sur les côtes rocheuses, avec des zones de nidification. Sur la rive ouest de l'île Tonki se trouve une colonie de phoques de près de deux mille individus. La flore est riches en mélèzes et pins de Sibérie qui couvrent l'île. Dans le sous-bois poussent des bosquets denses de rhododendrons et de bouleaux nains.

## Accès et règlementation
L'île fait partie du parc national Transbaïkal, et son accès nécessite une autorisation spéciale de l'administration du lac. Pour son accès, il est assuré en été par bateau tandis qu'en hiver il est possible d'y accéder à pieds ou par des moyens motorisés sur la glace du lac. Le centre Nerpa est établi sur le lac, un centre de l'administration du parc, qui vérifie les autorisations d'accès à l'île.